# Robert II de Sarrebruck-Commercy
Robert II de Sarrebruck-Commercy, (? - Paris le 4 septembre 1504), est le fils d'Amé II de Sarrebruck-Commercy et de Guillemette de Luxembourg, fille de Thibault de Luxembourg. Il est seigneur de Commercy-Château-Haut, de Montmirail et de la Ferté Gaucher, comte de Braine puis de Roucy, sous le nom  de Robert IV, après le décès de son oncle Jean VII. Il meurt à Paris le 4 septembre 1504, son cœur resta dans la capitale alors que son corps était inhumé à Braine dans l'abbatiale Saint-Yved de Braine auprès de celui de son père.

## Famille
Il épouse le 5 février 1487 Marie, (? - 9 janvier 1519), fille de Charles Ier d'Amboise et de Catherine de Chauvigny, de qui il a :
- Amé III de Sarrebruck-Commercy,
- Philippine de Sarrebruck-Commercy, elle reçoit la seigneurie de Commercy après le décès de son frère Amé III,
- Catherine, (? - 8 janvier 1542), dame de Roucy, de Pierrepont et de Briquenay, elle épouse le 5 novembre 1505 d'Antoine de Roye, (? - Marignano le 13 septembre 1515), elle reçoit le comté de Roucy après le décès de son frère Amé III,
- Guillemette de Sarrebruck, (vers 1495 - château de Braine le 20 mars/septembre 1571), dame d'honneur d'Éléonore de Habsbourg de 1539 à 1543, dame d'honneur de Catherine de Médicis en 1560, puis 1re dame d'honneur de Mary Stuart, en 1560, elle épouse le 1er avril 1510 de Robert III de La Marck, (1491/92 - Longjumeau le 21 décembre 1536) elle reçoit le comté de Braine après le décès de son frère Amé III.

### Sources
- Charles Emmanuel Dumont, Histoire de la ville et des seigneurs de Commercy, Volume 1, N. Rolin, 1843 (lire en ligne), p. 285 à 304